# Kana (Libanon)
Kana případně Qáná (arabsky: قانا) je obec v Libanonu, asi 10 km jihovýchodně od města Týros a 12 km severně od izraelské hranice.
Obec je známá zejména díky dvěma vojenským konfliktům mezi Izraelem a Hizbaláhem, při kterých izraelská armáda zabila mnoho civilních obyvatel.
Podle místní křesťanské tradice se jedná o Kánu, kde Ježíš proměnil vodu ve víno. Obec je také vyhlášenou vinařskou oblastí.

## Události
- 18. dubna 1996 bylo po ostřelování obce izraelským dělostřelectvem během bojů mezi Izraelem a Hizbaláhem zabito 106 civilistů a kolem 116 zraněno.

- 30. července 2006 během izraelsko-libanonského konfliktu zabily Izraelské obranné síly při leteckém útoku 56 lidí (včetně 34 dětí) a mnoho dalších zranily.